# 王様が飲む (ヨルダーンス、エルミタージュ美術館)
『王様が飲む』（おうさまがのむ、露: Бобовый король、英: The King Drinks）、または『豆の王様』（まめのおうさま、英: The Bean King）は、バロック期のフランドルの画家ヤーコプ・ヨルダーンスが1638年ごろ、キャンバス上に油彩で描いた絵画である。公現祭の前日に「豆の王様」を選び、人々が飲食を楽しむフランドルの祝い事を主題としている。現在、サンクトペテルブルクのエルミタージュ美術館に所蔵されている。

## 来歴
この絵画が初めて歴史に登場するのは、1762年8月18日のアムステルダムのウィルマン (Wirman) 競売においてであり、それ以前の来歴は不明である。作品は1773年8月25日のJ・ファン・デル・マルク (J. van der Mark) のコレクションの売り立てで、再び売りに出された。18世紀末までに作品はアレクサンドル・ベズボロドコのコレクションに入り、後にニコライ・アレクサンドロヴィッチ・クシェレフ＝ベズボロドコ (Nikolai Alexandrovich Kushelev-Bezborodko) に相続されたが、彼は作品を芸術アカデミー美術館 (Museum of the Academy of Fine Arts)  に遺した。1905年に、作品はウメツキー (Umetsky) により新しいキャンバスに移し替えられた。1922年に芸術アカデミー美術館が閉鎖されると、本作は他の大部分の作品とともにエルミタージュ美術館に移された。

## 作品

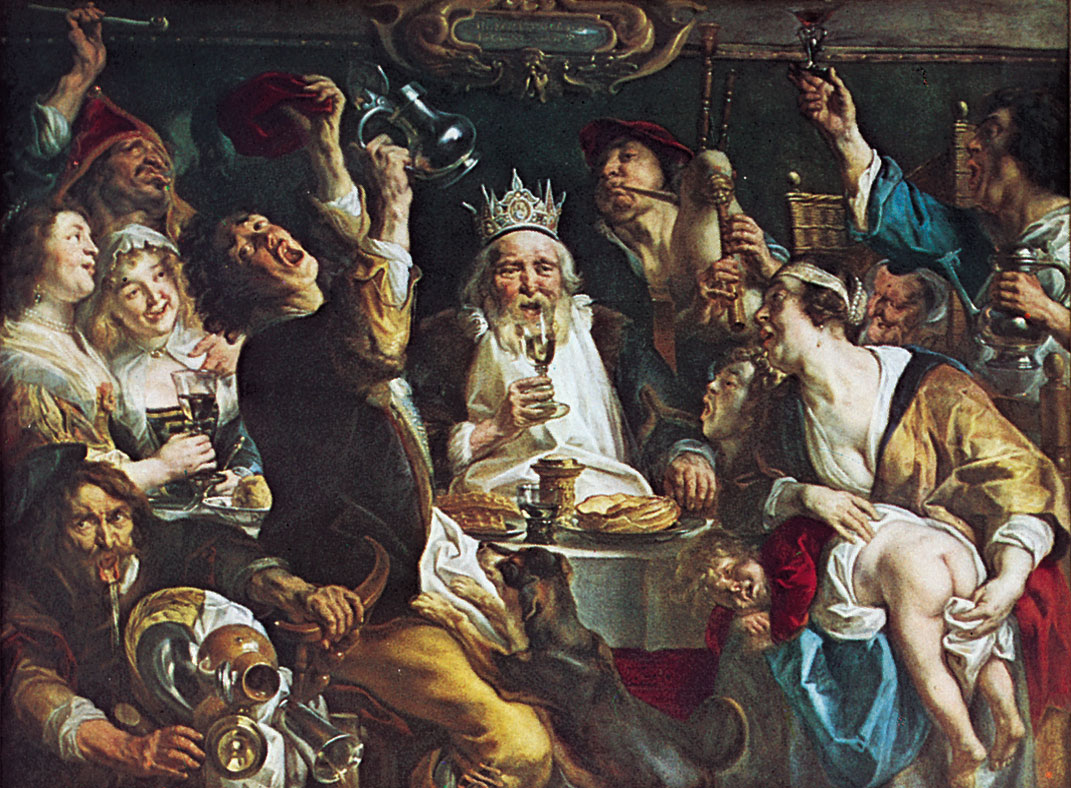
ヤーコプ・ヨルダーンス『王様が飲む』 (1640年)、ベルギー王立美術館、ブリュッセル

クリスマスから数えて12日目の1月6日、つまりマギ (東方三博士) がイエス・キリスト誕生を祝いにやってきた日は公現祭 (12日節) と呼ばれる。その前夜の賑やかな楽しみを主題としたのが本作である。手作りパイが供され、その中に隠された1つの豆に運よく当たった者はその夜、「豆の王様」としてのもてなしを受けるというフランドルの祭が描かれている。豆は、マギたちをイエスのもとに導いてきた星を象徴する。この行事の決まりによると、豆の王様は「女王」を選び、従者を任命する。祭の参加者は否応なしに王夫妻に従うこととなり、豆の王様がワインの入ったグラスを上げると、彼らは「王様が飲む! 王様、万歳!」と叫ぶ (これが作品の題名の所以となっている)。そして、ワインやビールがなみなみと注がれ、賑やかな歌声や音楽が鳴り響く。 
本作で、ヨルダーンスは祭の最高潮の場面を描いている。画家は人物たちに顔の表情とジェスチャーを与え、自然発生的で抑制されない感情を見事に伝えている。ちなみに、画中の3人の人物は特定されている。豆の王様はヨルダーンスの舅であり、その隣の女性は画家の妻である。ピッチャーを持ち上げているのは画家自身である。
エルミタージュ美術館のフランドル絵画の目録編集者であるN.P.バビナ (Babina) とN.I.グリツァイ (Gritsaï) は、この絵画について以下のような解釈をしている。
画面下部にいる犬が少年に施しを与えているが、これは「愛は抑制できない (Res immoderata cupido est)」というラテン語の言い回しに言及したものである。また、頬を膨らませているバグパイプ奏者はおそらく、フランドルの諺「満腹時のほうがよく歌える (Met een goed gevulde buik wil het zinger beter Iukken)」を絵画的に表現したものである。テーブルの上の静物は皿の上のベーコンと陶器の器に入ったバターに限定されているが、これらは明らかに7つの大罪の1つである「大食」の象徴である
なお、ヨルダーンスが1640年に制作した同主題の『王様が飲む』がブリュッセルのベルギー王立美術館に所蔵されている。